# Pénis
Pour les articles homonymes, voir Verge.

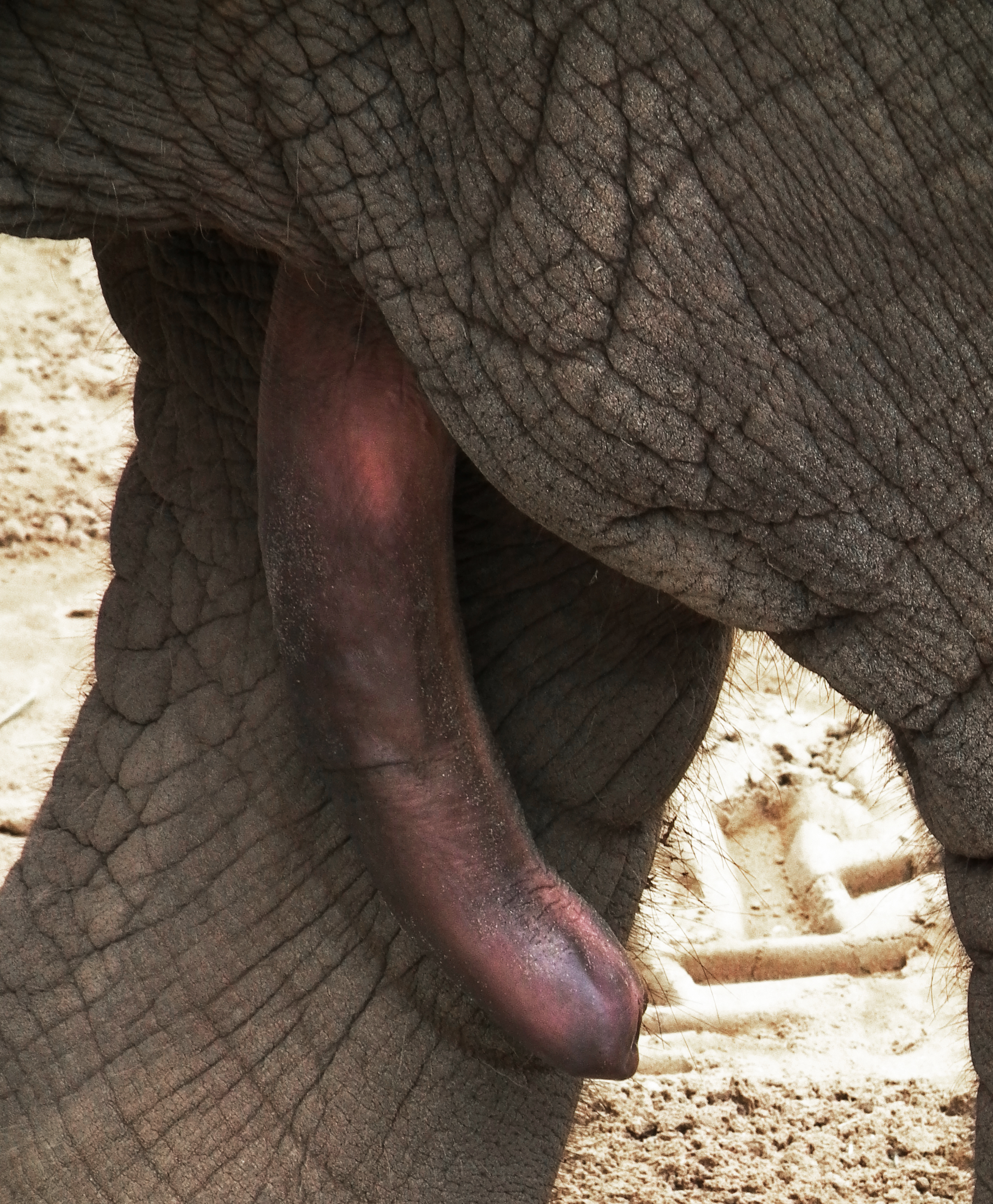
Pénis d'éléphant d'Asie en phase d'érection.

Le pénis (ou la verge) est l’organe mâle de copulation et de miction chez certains animaux.
Il constitue, avec les testicules, l’appareil génital externe du mâle.

## Chez les tétrapodes amniotes

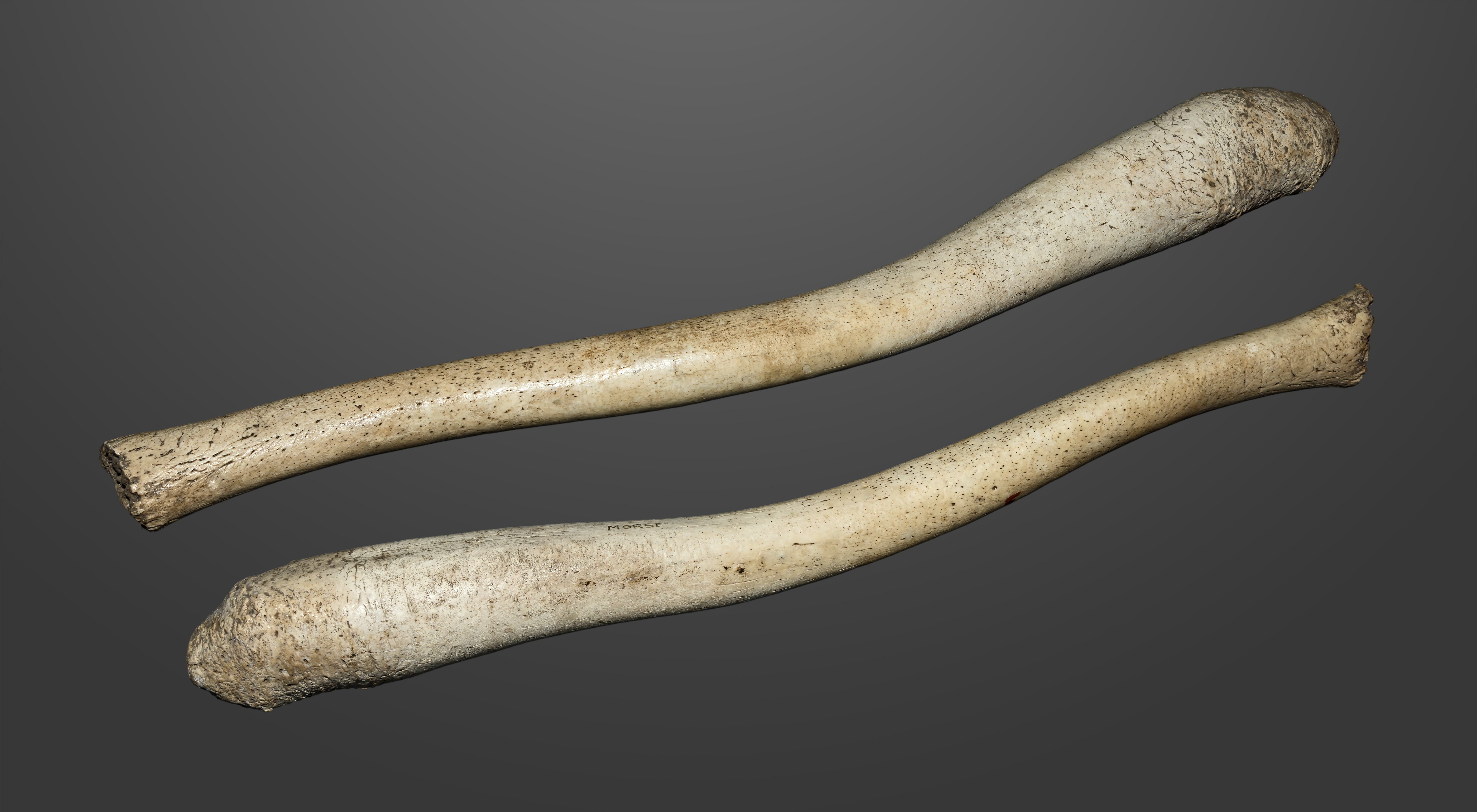
Un baculum (os pénien) de morse mesurant 59 cm de long. Le morse est l'animal possédant le plus grand baculum, et sa femelle a un os clitoridien (dit baubellum) mesurant 10 à 30 mm.

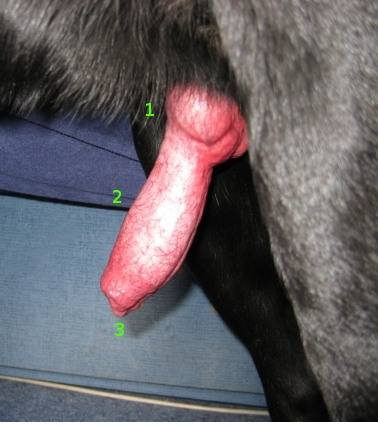
Le (1) du pénis canin se dilate énormément pendant la copulation, ce qui favorise le nouage (les deux chiens restent collés après leur saillie).

Dans l'histoire évolutive du vivant, les doigts et les organes génitaux externes sont apparus au dévonien, il y a environ 410 millions d’années, lorsque les tétrapodes sont sortis de l'eau pour coloniser les terres émergées. Le pénis permet en effet un mode de fécondation interne qui pallie l'absence de milieu liquide environnant. Ce processus est confirmé par le gène du développement HOXD13 qui contrôle la formation des extrémités, doigts des mains et des pieds (organes développés lors de terrestrialisation en lien avec le mode de locomotion terrestre (en)), mais aussi celle du pénis. Selon le biologiste Michel Morange, « le nombre de doigts ne serait que la conséquence de contraintes situées ailleurs ; peut-être avons-nous cinq doigts pour que notre pénis soit plus efficace ».
Chez les tétrapodes amniotes, les pénis érectiles sont apparus au moins quatre fois indépendamment, chez les mammifères, les tortues, les reptiles à écailles et les Archosauriens (crocodiliens chez qui le sperme glisse sur le phallus via une sorte de gouttière, tandis que 97 % des oiseaux ont perdu cet organe, à l'exception des Paléognathes et des Anseriformes).
Chez les mammifères, le pénis est divisé en trois
parties :
- Racines (corps caverneux): celles-ci commencent au bord caudal de l'arcade pubienne.
- Corps: la partie du pénis s'étendant depuis les racines.
- Gland: l'extrémité libre du pénis.

La plupart des marsupiaux, sauf les deux espèces les plus grandes des kangourous, ont un pénis bifurqué, c’est-à-dire qu’il se divise en deux colonnes indépendantes qui peuvent chacune s'introduire dans le double vagin des femelles.
Les éléphants, les tapirs et les dauphins ont un pénis préhensile qui facilite la copulation,,.
Le plus gros pénis du règne animal appartient à la baleine bleue. Celui-ci peut atteindre 2,4 m.
Chez certains mammifères euthériens (à l'exclusion des monotrèmes et des marsupiaux), le pénis est renforcé par le baculum (mot latin signifiant « canne »), ou os pénien. Il est absent chez les humains, mais présent chez presque tous les autres primates, comme le gorille et le chimpanzé. Cet os facilite le rapport sexuel.
Le pénis est homologue au clitoris femelle, puisque les deux se développent à partir de la même structure embryonnaire.
Le pénis (et le clitoris) des mammifères ont une fonction importante dans la copulation. Les récepteurs sensoriels péniens (et clitoridiens) transmettent les sensations de la copulation au niveau du système de récompense, ce qui favorise le développement de la motivation sexuelle.

### Chez l’homme

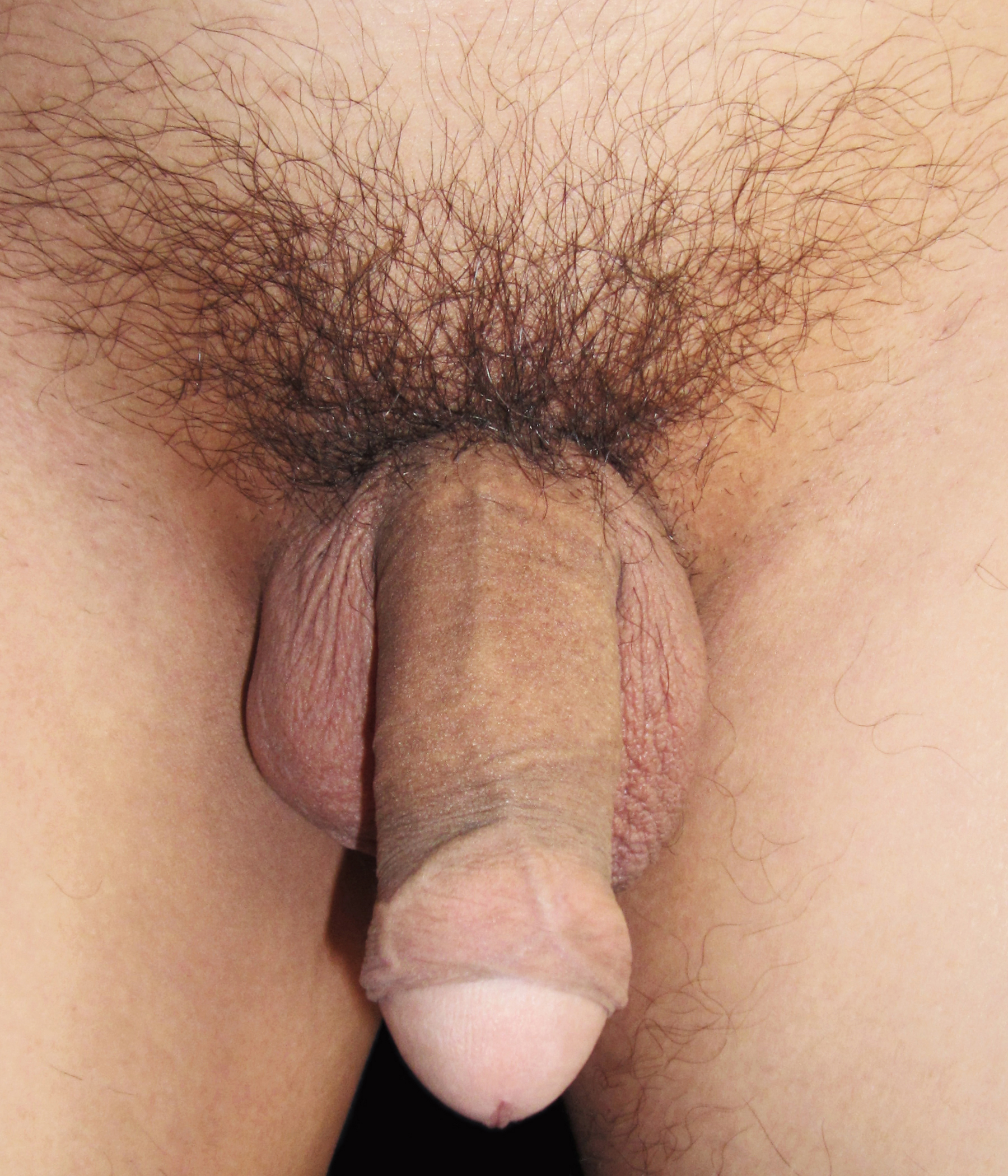
Un pénis humain.

Le pénis humain se constitue de trois couches de tissu : 
- les deux corps caverneux (corpora cavernosa penis), et
- le corps spongieux (corpus spongiosum penis) sous eux.

Le bout distal du corps spongieux élargi et côniforme constitue le gland du pénis (glans penis). Le gland est entouré par le prépuce (preputium), un pli de peau qui peut se retirer pour découvrir le gland et qui est supprimé lors de la circoncision. Le prépuce s’attache au-dessous du gland par une bande de peau, le frein.
L’urètre (urethra), qui constitue la dernière partie du tractus urinaire, traverse le corps spongieux ; sa sortie, le méat urétral (meatus urethralis), se trouve au bout du gland. L’urètre sert également à la miction et à l’éjaculation.
Le pénis est capable d’érection lors de stimulation sexuelle, ce qui permet le coït. L’éjaculation accompagne la plupart du temps l’orgasme.
L’anatomie du pénis humain se distingue de celle du pénis de la plupart des autres mammifères par l’absence de baculum, un os qui sert à ériger le pénis avant l’acte de copulation. Les corps caverneux du pénis humain se gorgent de sang pour atteindre l’érection. L’homme ne peut pas rétracter son pénis dans son corps. Le pénis humain est un peu plus important, relativement à la masse corporelle, que celui des autres mammifères.
De même origine embryonnaire que le clitoris, le pénis présente une structure identique : le corps caverneux – corpus cavernosum – correspondant aux piliers du clitoris, convergeant en avant vers la symphyse pubienne pour former le corps du clitoris (constitué du coude – appelé aussi genou – et de la hampe) .

## Chez les autres animaux
Chez les insectes, le pénis peut comprendre plusieurs pièces dont l'organe d'intromission appelé édéage, correspondant à la partie terminale sclérifiée du canal éjaculateur. Chez certaines punaises, le mâle est muni d'un pénis qui perfore le corps de la femelle, dans un acte que les entomologues appellent copulation traumatique.
La plupart des mâles céphalopodes pratiquent leur copulation à l'aide d'un bras modifié, l'hectocotyle mais le calmar géant et le poulpe ont un vrai pénis, alors que leur hectocotyle est rudimentaire.
Les reptiles squamates mâles possèdent deux organes sexuels reproducteurs appelés « hémipénis », logés dans des poches à la base de la queue,.

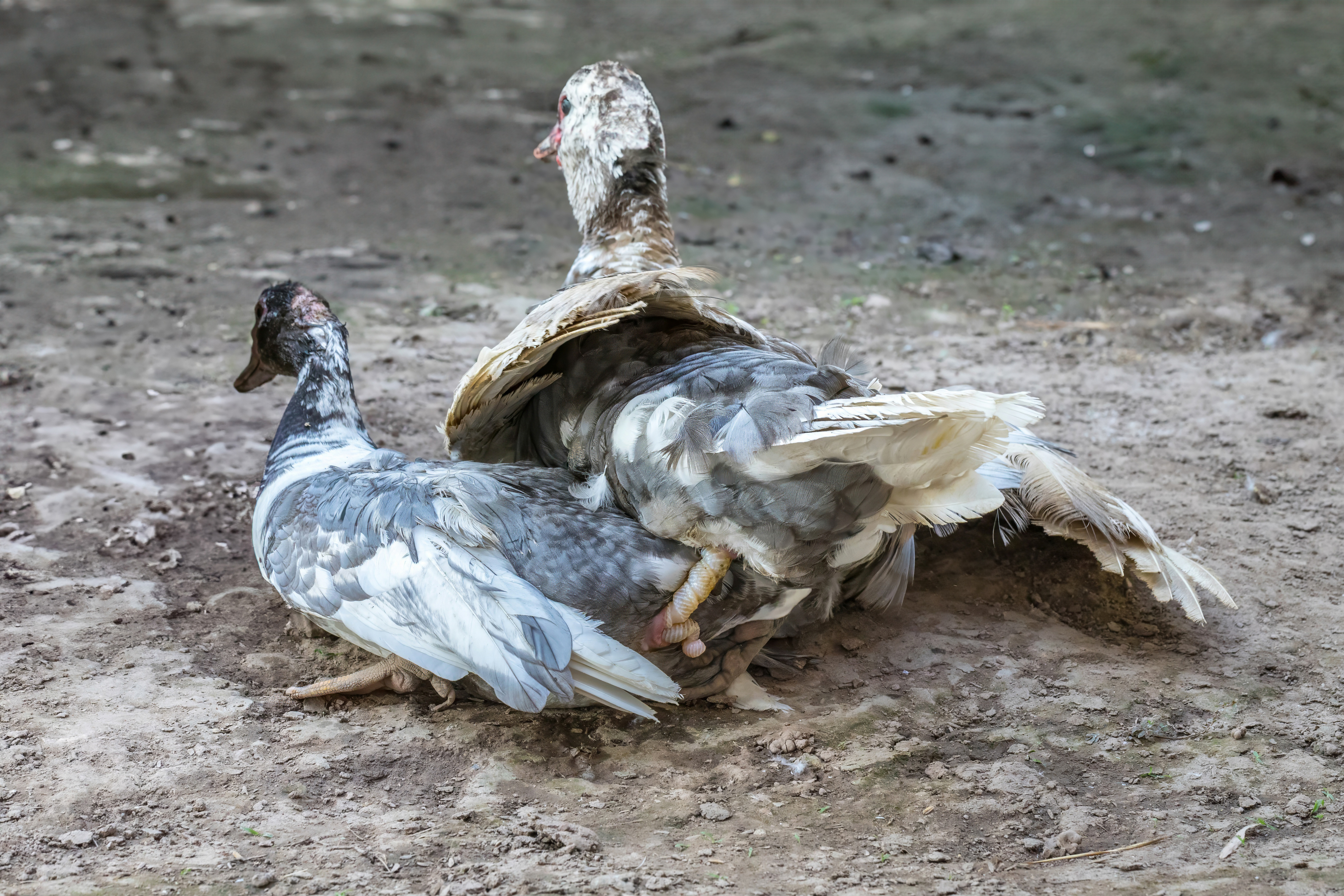
Penis d'un canard introduit dans le cloaque d'une femelle.
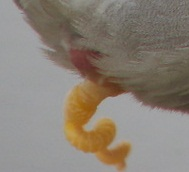
Pseudo-pénis d'un Canard colvert, et son éversion explosive[pas clair][17].
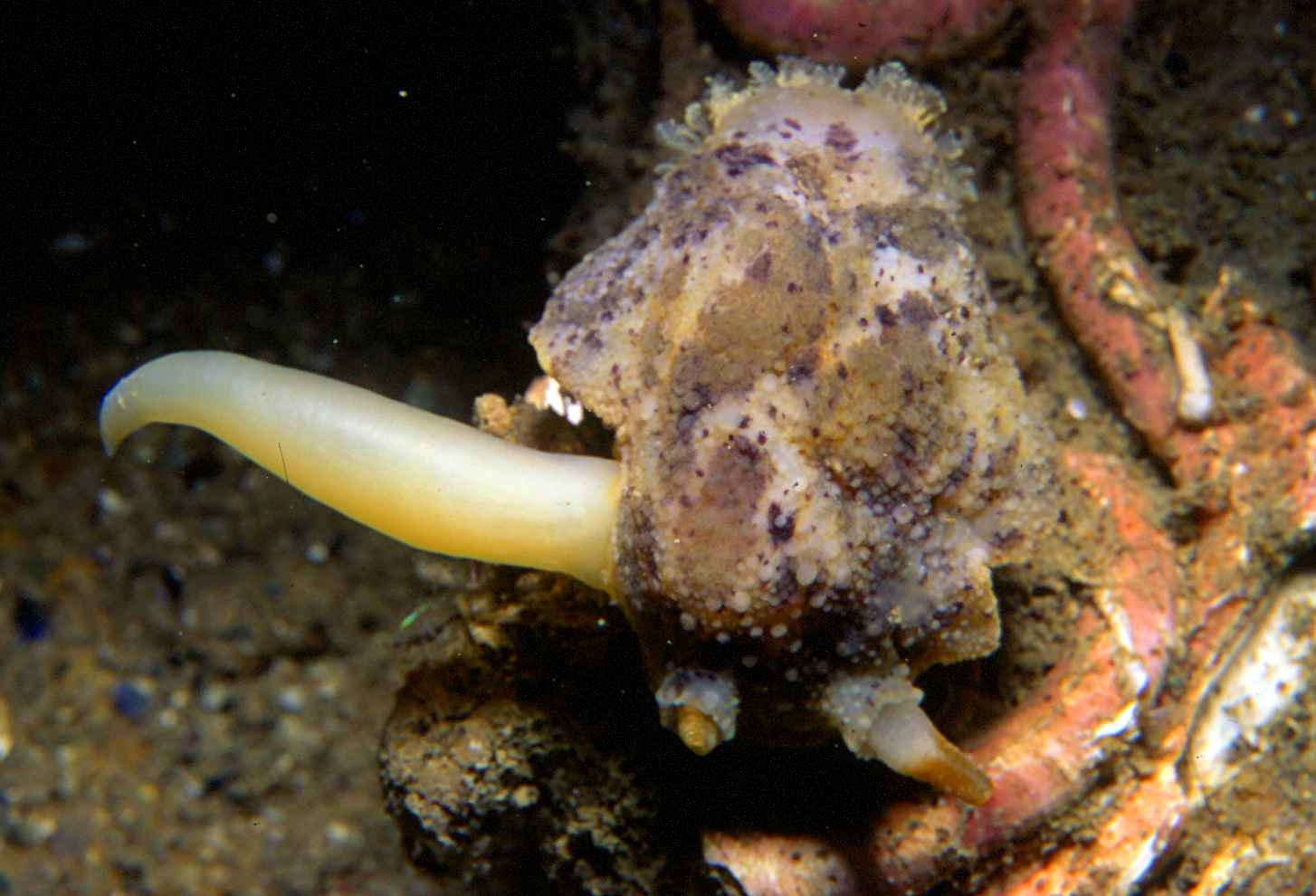
Pénis d'un mollusque (Doris pseudoargus) de la famille des Dorididae.
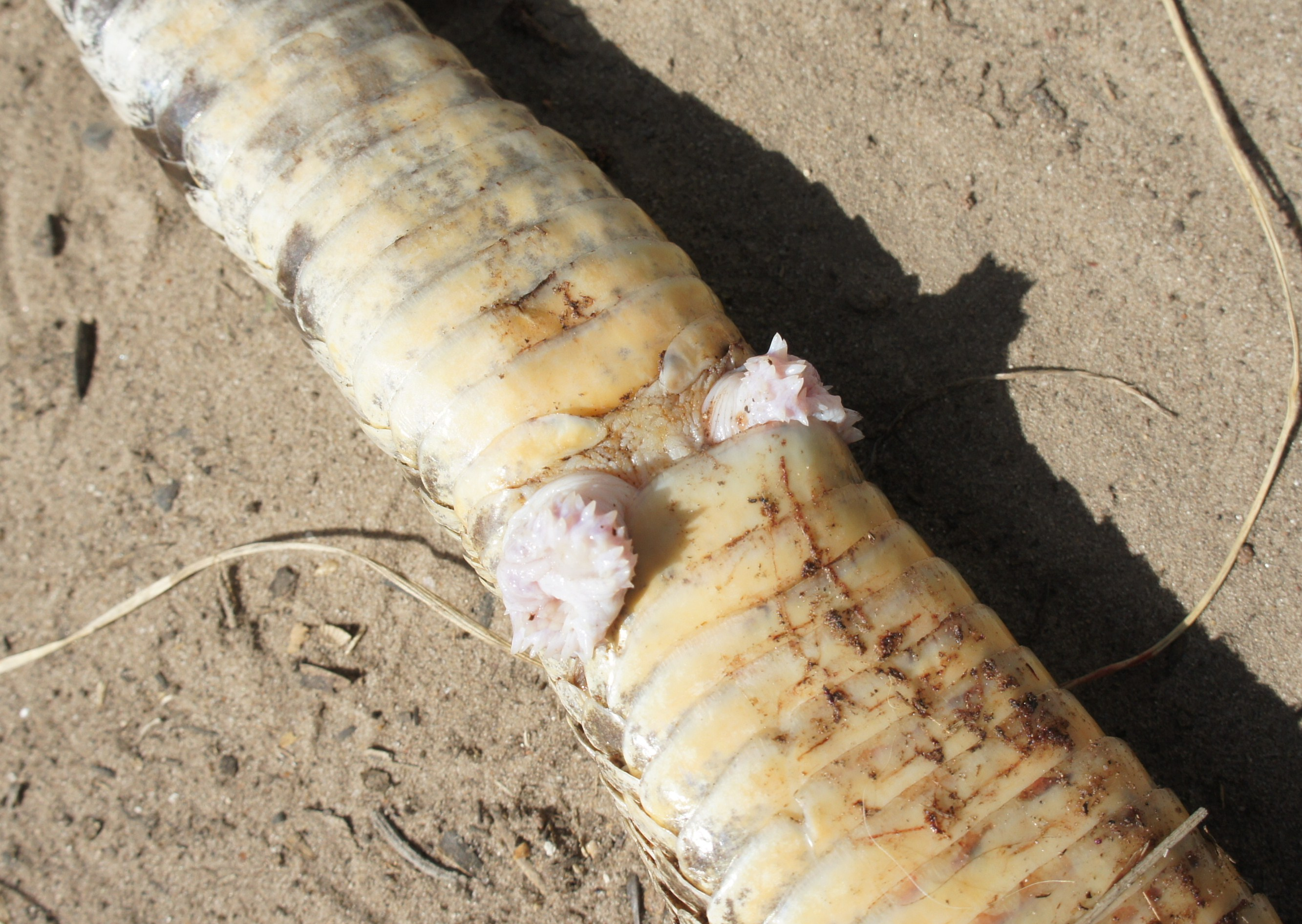
Hémipénis d'un serpent Crotale du Texas (Crotalus atrox).

L'organe reproducteur mâle s'appelle également « pénis » chez les gastéropodes.

## Variété et typologies de formes et tailles dans le monde animal
Les anatomistes et les biologistes évolutionnistes s'étonnent depuis longtemps du fait que les mâles de nombreuses espèces sont dotés d'un pénis de forme complexe (ex : fourchue, double, en spirale, épineux). On a longtemps pensé que les formes de vagins étaient chez les femelles moins variées. En réalité l'étude anatomique du vagin est plus difficile ; elle a caché la diversité des formes de vagins selon l'espèce.
Une idée récente, issue de la biologie intégrative et comparative, est que la complexité de certains organes génitaux femelles (chez les baleines, les canards ou les serpents par exemple) a été sous-estimée, et la complexité des formes génitales a coévolué chez les mâles et femelles. La complexité croissante des formes du vagin pourrait (chez de nombreuses espèces) être l'origine même de la diversité phallique.

Selon cette hypothèse, la sélection naturelle a pu favoriser des femelles capables de mieux contrôler l'accouplement et mieux « choisir » le(s) mâle(s) les fécondant, en créant de nouveaux obstacles à des accouplements forcés. Ainsi, lors de l'évolution, des organes génitaux femelles sont devenus plus complexes. Des "contre-mesures" adaptatives sont alors apparues chez les mâles, un processus qui pourrait avoir contribué aux phénomènes de spéciation.
Chez les insectes du genre Neotrogla, ce sont les femelles qui sont équipées d'un pénis et qui pénètrent les mâles, seul cas connu à ce jour[Quand ?] dans le monde animal.
Chez la limace de mer Goniobranchus tinctorius, après l'accouplement, le pénis de cet animal hermaphrodite se sépare de son corps par autotomie, puis repousse en 24 heures.

## Coutumes
Dans certaines traditions culinaires, le pénis entre dans la composition d’un plat préparé. C'est le cas de l'ahkoud ou akoud en Tunisie, dans lequel du pénis de taureau est mélangé avec d'autres abats.